# Naturisme
Cet article possède un paronyme, voir Naturalisme.
Ne doit pas être confondu avec Nudisme.
Pour les articles homonymes, voir Naturisme (homonymie).

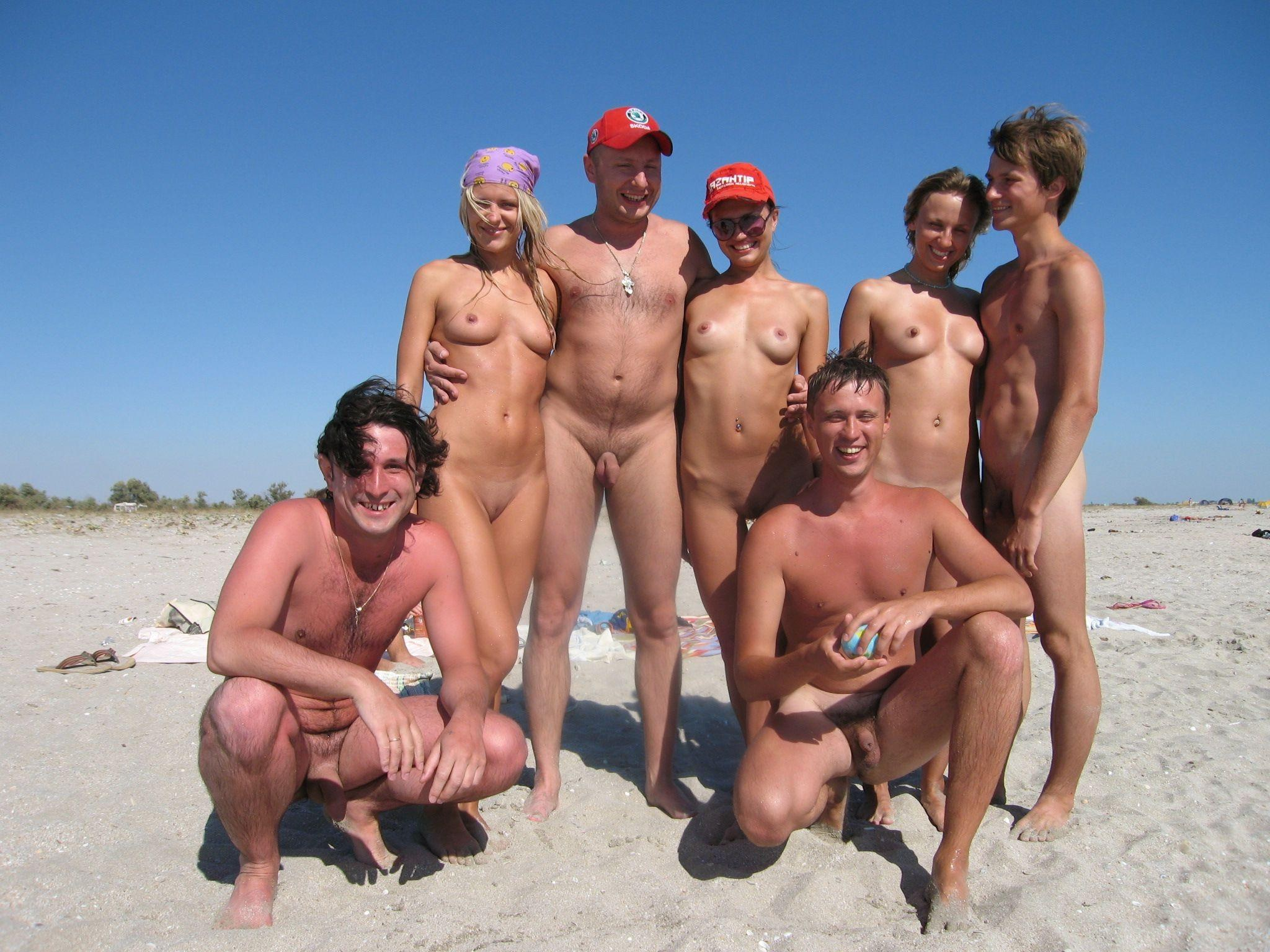
Naturistes sur une plage naturiste de Crimée, 2008.

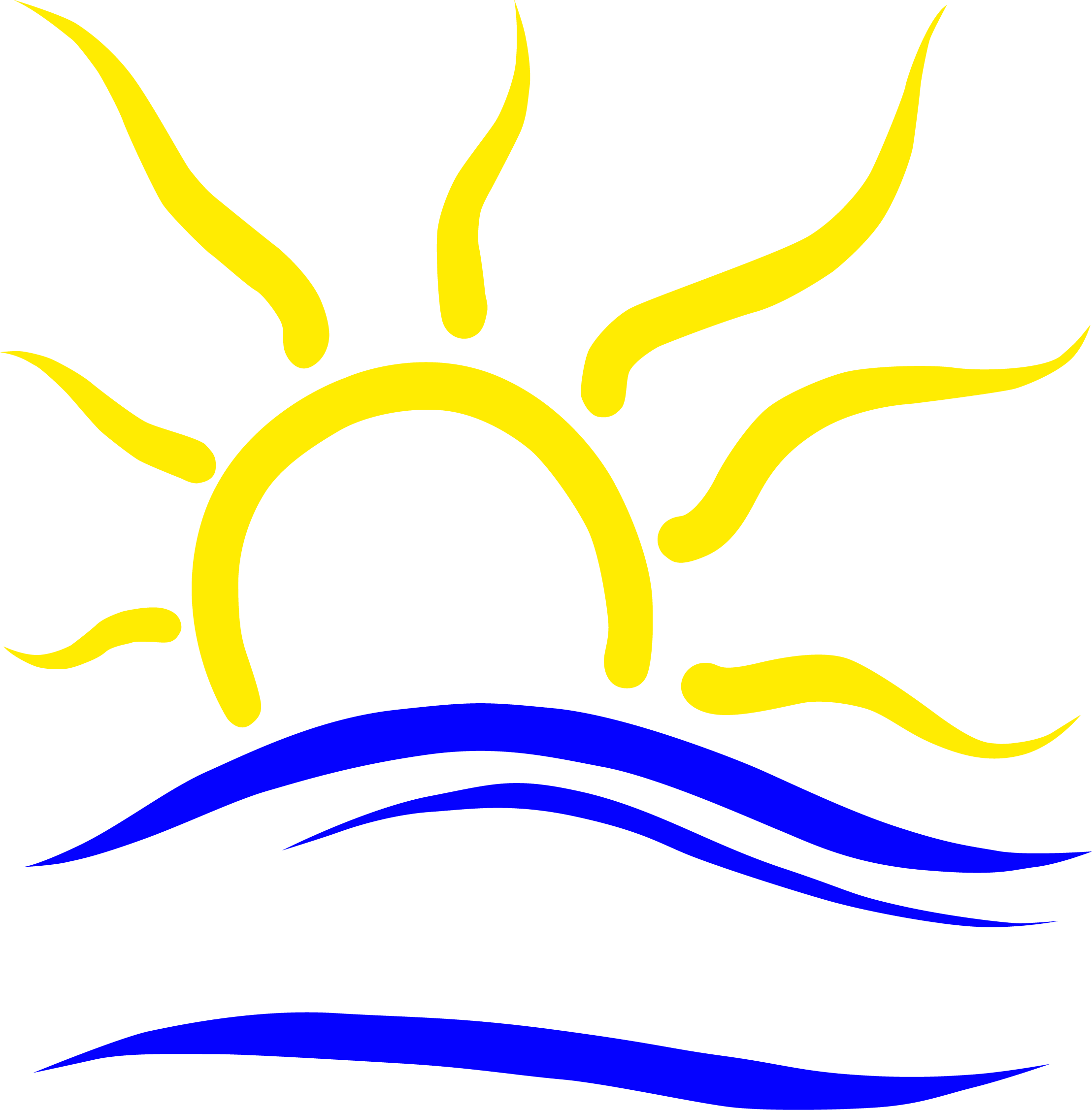
Ce symbole naturiste universel a été voté par les naturistes du monde entier en octobre 2020.

Le naturisme est un mode de vie impliquant une pratique collective du nudisme, et basé sur l'idée de retour à l'état naturel.
Au fil des années, le terme de « naturisme » a évolué. Il fut d'abord présenté, vers le XVIIIe siècle comme une doctrine médicale basée sur les travaux d'Hippocrate. À partir du XXe siècle, le naturisme est décrit comme une approche vers le nudisme et le végétarisme, dans un désir de se rapprocher de la nature.

## Étymologie et définitions

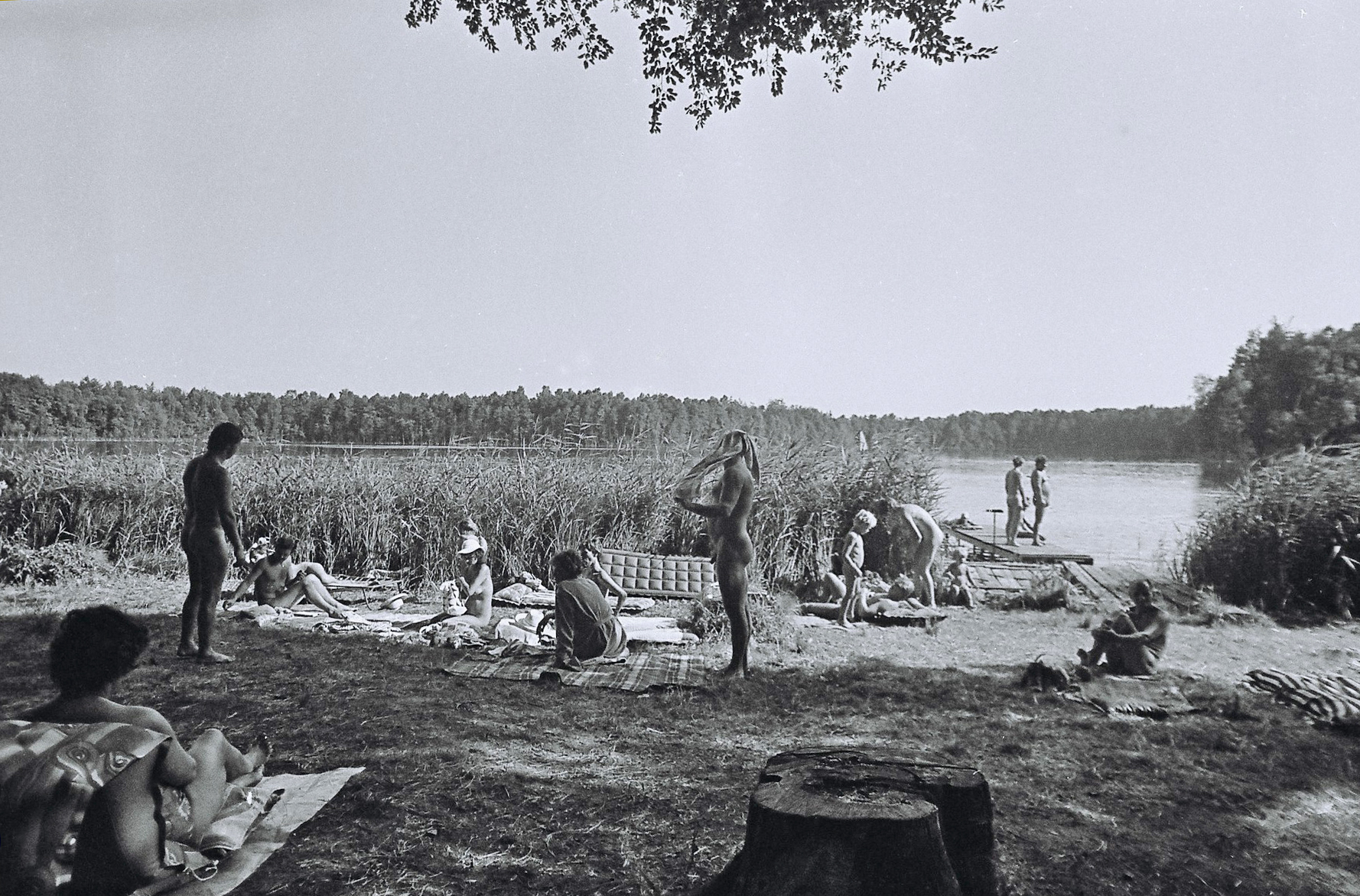
Plage naturiste en 1983 sur la Bugsine, entre Golzow et Joachimsthal en Allemagne.

Selon Arnaud Baubérot, maître de conférences en histoire moderne, il n'existe pas « des critères clairs et définitifs permettant de dire ce qu’est le naturisme et ce qu’il n’est pas ». Pour Francine Barthe-Deloizy et Emmanuel Jaurand, le naturisme est un mode de vie impliquant une pratique collective du nudisme, et basé sur l'idée de retour à l'état naturel. La Fédération naturiste internationale le définit comme « une manière de vivre en harmonie avec la nature, caractérisée par une pratique de la nudité en commun qui a pour but de favoriser le respect de soi-même, le respect des autres et celui de l’environnement ».
La nudité n’est qu’une des composantes du naturisme : la dimension sociale, le respect d’autrui, la tolérance et la convivialité sont très importants. Le naturisme permet notamment à certaines personnes complexées ou handicapées de se sentir à l’aise et de mieux accepter leur corps, et le regard des autres.
Le terme « gymnosophie » (« sagesse du nu »), associé au yoga, peut parfois être associé au naturisme.

## Histoire du naturisme

### Hippocrate: soigner avec la nature

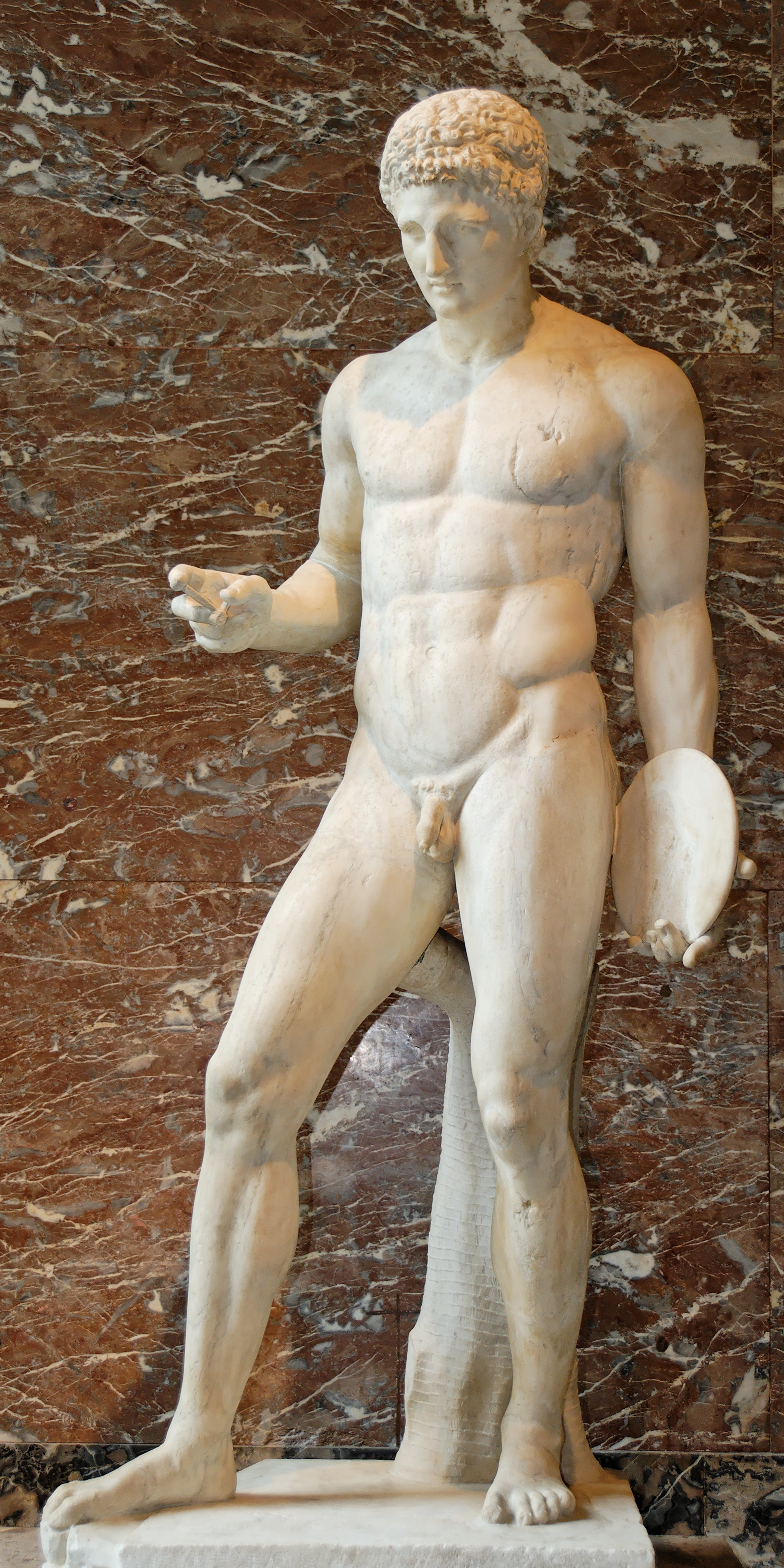
Un joueur de discobole nu.

Le terme « naturisme » apparaît pour la première fois en 1768 dans l'ouvrage Recherches sur l'histoire de la médecine du médecin Théophile de Bordeu. Il est ensuite utilisé dans un titre d'ouvrage Le naturisme, ou la Nature considérée dans les maladies et leur traitement conforme à la doctrine et à la pratique d'Hippocrate et de ses sectateurs par le médecin belge Antoine Planchon (1778). Le naturisme est alors associé aux travaux d'Hippocrate basés sur des idées de santé et de nature,,. Cette philosophie du soin repose principalement sur le principe du « Natura sola medicatrix » ou « Natura medicatrix », dans lequel la nature et l'exercice physique guérissent les malades ; le médecin est juste son intérimaire. Hippocrate le pratiquait pour lui-même également.
Cette doctrine est suivie par les Grecs durant la Grèce antique. De nombreux grecs cherchaient à atteindre le « Kalos kagathos » (abréviation de kalos kai agathos), c'est-à-dire « beau et bon ». Les jeunes hommes faisaient du sport nus, tandis que les jeunes femmes faisaient en plus de la danse avec une tunique légère ou nues.
L'arrivée du Christianisme en Europe mit un coup de frein à ces pratiques. La nudité renvoie à la notion de sexualité. L'utilisation des thermes mixtes durant l'Empire romain scandalisait les Chrétiens.

### De la cure d'eau au naturisme

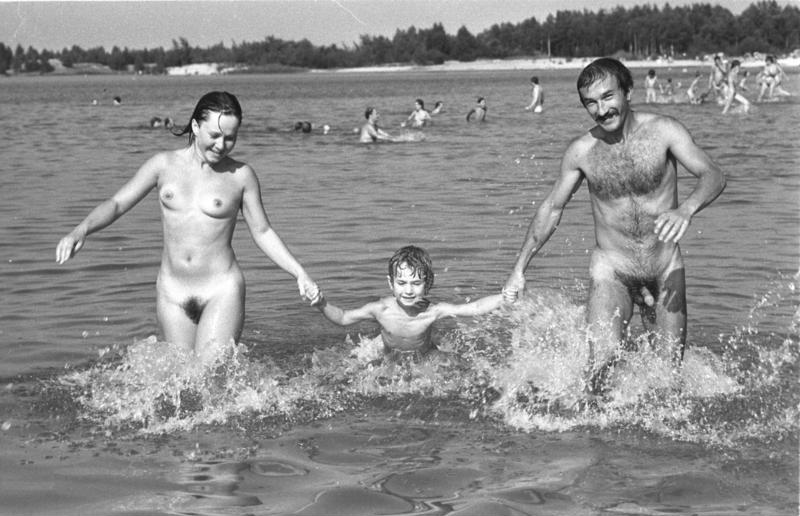
Une famille naturiste dans le lac de Senftenberg en 1983.

Au XIXe siècle, le Littré donne, dans ses différentes éditions, les définitions suivantes :

« Naturisme : Synonyme de naturalisme. Terme de philosophie. Système dans lequel la nature est considérée comme auteur d'elle-même. Terme de médecine. Système ou opinion de ceux qui attribuent tout à la nature médicatrice, comme souverainement sage et prévoyante. »

— Émile Littré (1873), Dictionnaire de la langue française.
Au début du XIXe siècle, en France, la médecine naturiste et vitaliste de Théophile de Bordeu est en déclin, en partie à cause de l'influence croissante de l'école de Paris qui fonde la médecine moderne. En revanche, en Allemagne, des non-médecins reprennent la croyance dans la capacité de l'organisme à se guérir lorsqu'il est soumis à des éléments naturels, en particulier l'eau froide.
Ces guérisseurs sont Vincenz Priessnitz (1799-1851) et le prêtre Sebastian Kneipp (1821-1897) qui fondent la cure d'eau : hygiène de vie très stricte avec sudation, bain froid, douche, enveloppements humides, bains de siège et de jambes. Les adeptes de ces traitements se rassemblent dans les années 1830 dans des sociétés, les naturheilvereine, représentant un courant de médecine naturelle opposé à la médecine médicamenteuse et aux modes de vie moderne. Ces sociétés connaissent un vif succès commercial. En 1888, « l'Union des sociétés allemandes pour une manière de vivre et se soigner conformément à la nature » est créée.
En France, les pratiques hydrothérapiques allemandes viennent enrichir les traitements déjà existant dans les stations thermales et balnéaires. Des médecins français se regroupent pour défendre et développer les thèses naturistes (création de l'Institut Kneipp à Lyon, en 1891). Aux cures d'eau initiales, s'ajoutent les cures d'air et de soleil entraînant une dénudation plus importante, ainsi qu'un régime alimentaire à dominante végétarienne.
Le naturisme, en tant que mouvement hygiénique, diffuse alors à d'autres secteurs sociaux, comme l'école, l'éducation physique, les sports, dans les milieux anarchistes, libertaires ou végétariens. Au début du XXe siècle, on peut distinguer un naturisme allemand échappant en partie à la médecine officielle, et un naturisme français le plus souvent contrôlé par des médecins de tradition hippocratique (néo-hippocratisme français).
Il faut attendre le siècle suivant pour que soit mis en avant tant une éthique qu'une hygiène de vie à travers la « pratique des bains d'air, d'eau et de soleil pris dévêtus, l'exercice physique en plein air, une alimentation végétarienne et une médecine sans médicaments chimiques ».

### Vivre nu
Marc-Alain Descamps, dans Vivre nu (1987), considère que « Les mouvements nudistes ont été créés par le christianisme. Avant lui il n'existait ni interdiction ni proscription du nu dans toute l'antiquité, que ce soit chez les Celtes, les Grecs, ou les Romains, donc personne ne cherchait à le défendre »[réf. souhaitée]. En outre, dans les sociétés où la nudité n'est pas réprimée, il n'y a sans doute pas d'intérêt à vouloir se regrouper pour la défendre.
Pour Jean-Luc Bouland, dans Tout en nu, le mouvement des adamites est le tout premier à prôner le nudisme dans une démarche de retour à la nature. Issu du christianisme, leurs adeptes revendiquaient dès l'Antiquité une vie simple associée à la pratique de la nudité en commun afin de retrouver l’harmonie du Jardin d'Eden.
Lors du Concile de Trente, l'Église catholique restreint la valeur du nu, alors que les protestants n'ont d'autre intermédiaire de Dieu que la nature où se manifeste le divin, d'où l'existence de pratiques de nudité collective en Europe du Nord. Ces pratiques relèvent de valeurs mystiques ou religieuses, mais aussi d'hygiène rituelle (toilette collective en sauna des pays scandinaves).

### Le temps des pionniers
Le naturisme, autrefois gymnosophie, est né en France, sous la plume et dans l’entourage du géographe Élisée Reclus (deuxième moitié du XIXe siècle). Élisée Reclus y voyait à la fois un moyen de revitalisation physique, un rapport au corps complètement différent de l’hypocrisie et des tabous qui sévissaient alors, une conception plus conviviale de la vie en société, et une incitation à respecter la planète. En France, sous l'influence notamment d'Élisée Reclus, il se développe notamment fin XIXe siècle et début XXe siècle au sein des communautés anarchistes issues du socialisme utopique.
Vers la fin du XIXe siècle, un courant d’idées très proche du naturisme actuel apparaît dans l'Allemagne de l’empereur Guillaume II. À cette époque, sexe et nudité sont des sujets tabous : cependant, dans le nord de l’Allemagne, la nudité existait dans des saunas et autres maisons de bains, tout comme en Scandinavie. La naissance du mouvement naturiste se fait en réaction, et ce de manière sensible, à l'industrialisation et l'urbanisation grandissante. Dans ces conditions de travail et de vie de plus en plus difficiles, dans ce nouveau rapport au temps (travail salarié, transports accélérés, etc.), on commence à réfléchir à d’autres manières de vivre.

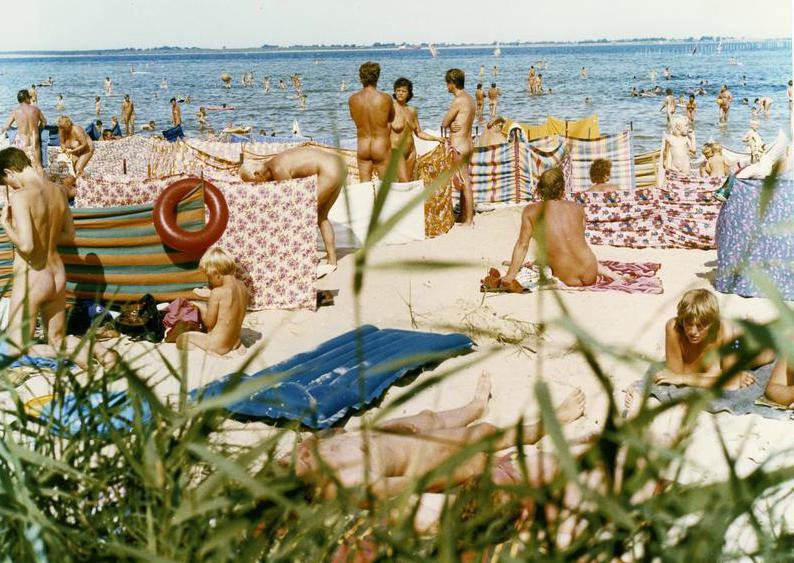
Des baigneurs allemands dans la baie de Wismar à Hohenwieschendorf près de Rostock, en 1984.

À partir de 1902, des magazines paraissent régulièrement avec pour thème la culture naturiste comme le mensuel allemand Die Schönheit (« La Beauté ») où travaillent des artistes réputés comme Walter Helfenbein ; cette revue sera interdite par les nazis en 1936. La photographie connaît également un renouveau dans le domaine du nu où les corps sont photographiés en pleine nature, dénués de tout érotisme.
En 1903, le sociologue hygiéniste Heinrich Pudor (de) invente le terme allemand « Nacktkultur » (traduisible en français par : culture du nu), afin de lutter contre la confusion entre la nudité et la pornographie,. Il édite également l’une des premières publications à prôner les bienfaits de la nudité sociale. Selon lui, l’homme a perdu le corps de vue et s’en trouve affaibli. Pudor effectue parallèlement un combat contre la mode des corsets, démontrant ses dangers sur le corps féminin. S’ensuit la création de nouveaux types de vêtements féminins, plus amples, dits réformistes, que les femmes confectionnaient souvent elles-mêmes.
Les concepts décrits par Pudor n'ont pas mis longtemps avant d'être mis en pratique. Au début du XXe siècle, les Wandervogel oiseaux migrateurs (mouvement de jeunesse allemand) répandent en premier ce concept de retour à la nature par la nudité. Ils prennent pour habitude lors de leurs excursions en pleine nature de se dévêtir entièrement pour profiter d'un bain rafraîchissant au bord d'un lac ou d'une rivière. Ils pratiqueront rapidement d’autres activités nus, telles que la gymnastique en tenue gymnique par exemple. Il s'agit là bien plus que d’une simple nudité : ces jeunes hommes et femmes cherchent à fuir l’enfer des villes, sa pollution et ses excès, souhaitent vivre plus sainement et adoptent le sport et la danse en liberté.
En 1903 à Lubeck, on assiste à la création du premier centre gymnique, le Freilichtpark (parc de plein air) par Paul Zimmermann (il fonctionnera jusqu'en 1981).
Ces espaces consacrés à la pratique de la nudité collective se développent beaucoup, la plupart du temps de manière associative.
Dès 1908, l'abbé Urbain Legré impulse les prémisses d'une idée de nudité saine et partagée en emmenant les enfants de sa paroisse se baigner nus dans les calanques Marseillaises.
En France, les docteurs Montennes et Pascault sont parmi les premiers à écrire les bases de cette médecine de la nature qui allie le naturisme avec une alimentation saine, ainsi que des cures d'air, d'eau et de soleil.
C’est en 1918 que le nom de Freikörperkultur (FKK, culture du corps libre) est adopté. Ce mouvement se diffuse alors dans les pays germaniques (Autriche, Suisse (Ascona), pays scandinaves, Pays-Bas) avant de gagner la France dans l’entre-deux-guerres, puis l’Amérique du Nord à partir des années 1950.
En France, au début des années 1930, les docteurs André et Gaston Durville créent un centre héliothérapique dans l'île du Levant le domaine naturiste d'Héliopolis et Paul Vigné d'Octon, à l'époque doyen des médecins naturistes, crée à Octon la « Maison du Soleil ». Ils publient dans les revues Le Naturisme et La Revue Naturiste.
En 1933, l'élection d'Adolf Hitler est suivie d'une série d'interdictions, tel que le naturisme.
- Un arrêté du 3 mars 1933 interdit toute baignade et autres activités de plein air dans l'état de nudité.
- Hans Suren, inspecteur de l'éducation physique, apporte un concept nouveau d'éducation physique différenciée selon les races. Auteur du livre Mensch und Sonne (L'homme et le soleil), Suren prône un naturisme national, où le concept de race pure germanique est mis en valeur à travers l'exercice physique et la nudité. Celui-ci oblige ainsi chaque individu à entretenir son corps dans une optique eugénique[30].
- En 1935, certains terrains sont rendus aux naturistes, les autorisant à pratiquer le sport et les bains de soleil dans le plus simple appareil.
- C'est en 1942 que le régime décide de légaliser le naturisme.

Le naturisme a également été porté avant et après la Seconde Guerre mondiale par les idées de Kienné de Mongeot qui prônait la gymnastique intellectuelle et la sagesse du corps. Il a de plus créé le premier club naturiste : le sparta club.

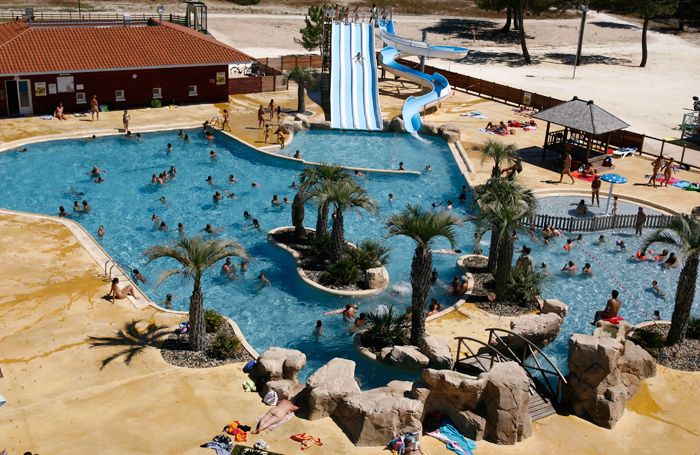
Aqua Parc du village naturiste de Montalivet en France.

Dans les années 1950 c'est le couple Lecocq qui bouscule le puritanisme en ouvrant le premier camping naturiste de France : le Centre héliomarin de Montalivet.
Christiane et Albert Lecocq ont été des pionniers du mouvement naturiste. Ils ont créé en 1950 la Fédération Française du Naturisme, puis en 1953 la Fédération Naturiste Internationale.
En 1950, les « concepts du naturisme » prennent un sens institutionnel avec la création de la Fédération française de naturisme. Trois ans plus tard, avec la création de la "Fédération naturiste internationale / International Naturist Federation (FNI/INF)", les « concepts du naturisme » deviennent internationaux[réf. souhaitée].
À la suite de diverses variantes de l'écriture de la définition du naturisme depuis 1974, la Fédération naturiste internationale redonne en janvier 2016 dans ses 3 langues, la définition officielle du naturisme telle qu'elle avait été décidée au congrès fédéral de 1974 à Agde.

## Qualification juridique

### France
Ni le naturisme ni le nudisme ne sont définis en tant que tels par la loi ou par le règlement en France. Toutefois certaines collectivités locales règlementent la pratique du naturisme par la publication d'arrêtés qui déterminent un lieu défini comme naturiste.
C'est dans le cadre de la doctrine administrative et de la jurisprudence que l’on peut néanmoins établir une différence entre les deux notions.
La législation pénale antérieure à 1994 comportait un délit « d’outrage public à la pudeur » beaucoup plus coercitif, mais les juridictions pénales se montraient en règle générale conciliantes, en considérant que la simple nudité sans attitude provocante ou obscène ne suffisait pas à constituer le délit. Cette position jurisprudentielle a été reprise par la doctrine administrative lors de la réforme du code pénal, une circulaire précisant que le délit d’exhibition sexuelle n’est constitué que s’il peut être démontré que la personne poursuivie a eu la volonté délibérée de provoquer la pudeur publique ou que sa négligence n'a pas permis de dissimuler à la vue des tiers l'acte obscène.
En 1982, le Conseil d’État avait introduit les termes d’une définition juridique du naturisme dans une affaire relative à l’implantation d’une pharmacie dans le village naturiste d'une station balnéaire. La haute juridiction administrative a considéré que le refus d’autoriser l’implantation d’une pharmacie était justifié par l’impossibilité pour la population non naturiste d’accéder à cette officine sans se voir imposer la vue de la nudité des personnes pratiquant le naturisme.
Dans les faits, en 2003, la législation française ne reconnait explicitement que la notion de naturisme, et la définit comme la pratique de la nudité dans un environnement comportant des aménagements, de telle façon que cette nudité ne puisse pas être imposée, même involontairement, à une personne non informée.

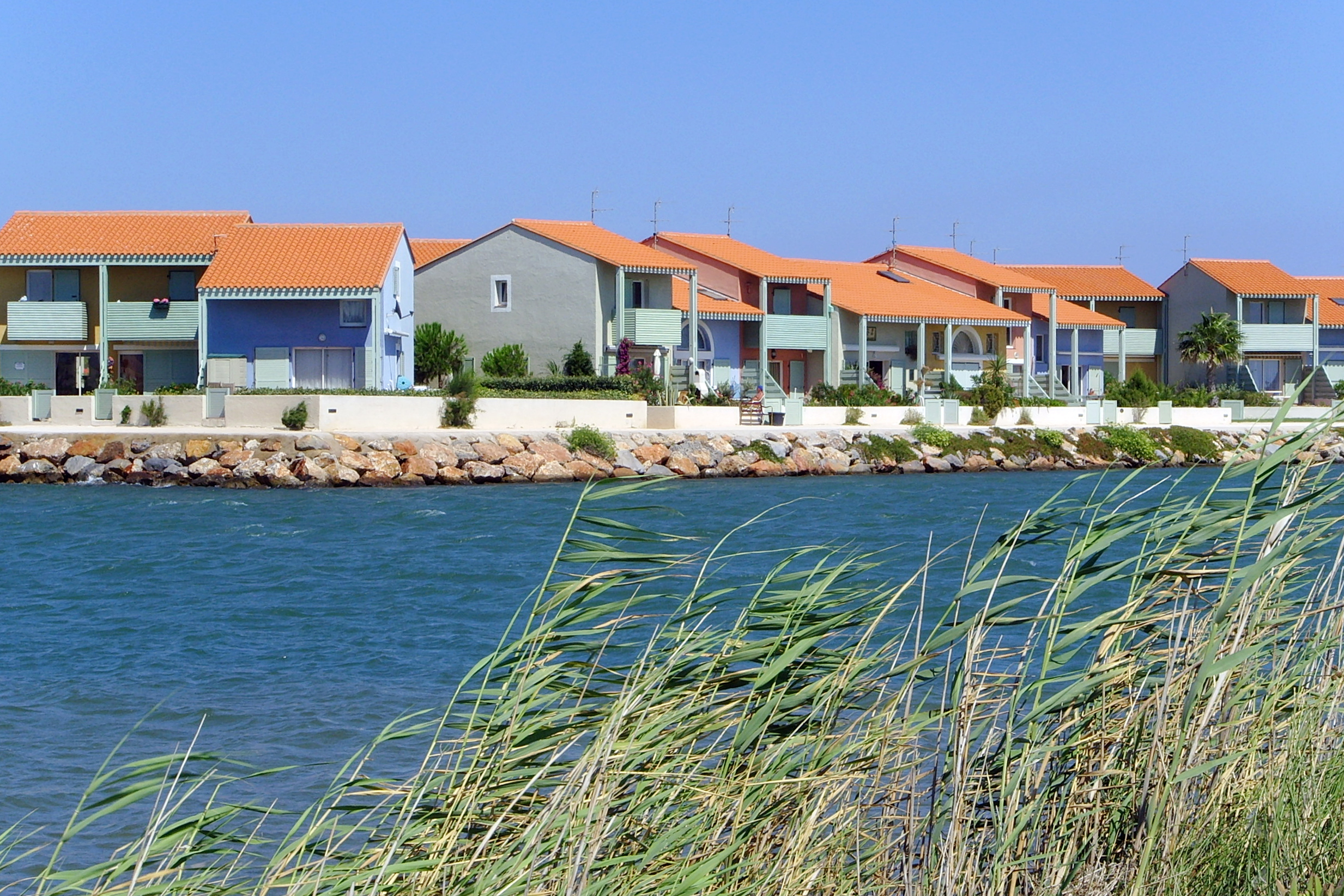
Résidence naturiste Oasis Nature à Port Leucate.

En ce qui concerne la détermination naturiste d'un lieu de vie ou de villégiature, qu'il soit privé, associatif ou commercial (terrain, camping, résidence, lotissement…), cette nomination est déterminée par ses propriétaires et ses administrateurs, et ne fait l'objet d'aucune autorisation spécifique des autorités publiques. Toutefois certains villages naturistes font l'objet d'un arrêté municipal ou ministériel, qui détermine une zone réservée aux naturistes (Île du Levant, Port Leucate).
En matière pénale, en 2004, la Cour de cassation ne reconnait le caractère licite de la nudité au titre du naturisme que dans la mesure où elle est pratiquée dans un lieu aménagé à cet effet, et rejoint donc à ce titre la position des juridictions administratives.
S’agissant de l’autorisation de la pratique du naturisme sur le domaine public, notamment sur les plages du littoral, lorsque la mairie en a la concession, il appartient au maire, au titre de ses pouvoirs de police administrative de la réglementer, ce pouvoir pouvant aller de l'obligation à l'interdiction de la pratique du naturisme. Le seul fait qu’un arrêté municipal officialise la pratique du naturisme constitue en lui-même un « aménagement », la publicité de l’arrêté suffisant à informer les non naturistes de l’existence de la pratique, mais dans les faits l’officialisation est généralement assortie au moins d’une obligation d’affichage. Le maire dispose toutefois d’une très grande liberté pour assortir son autorisation de conditions plus strictes, telles que la fixation de limites physiques, l’interdiction de la pratique de certaines activités et l’existence d’une surveillance, le cas échéant organisée par une organisation naturiste indépendante des pouvoirs publics.
L’absence d’aménagements (signalisation) ou d’autorisation administrative explicite permettant de qualifier le lieu de « naturiste » peut éventuellement présenter un risque de rappel à l'ordre voire de verbalisation. Un comportement qui cadrerait avec les conditions d'un délit prévu par la loi peut exposer à des poursuites judiciaires.

## Respect des autres et égalité
L'un des principaux aspects adoptés par les fédérations de naturisme est le "respect des autres". La valeur cardinale du naturisme est l'égalité, car toute personne, dans sa nudité, est égale : il n’y a pas plus égalitaire que la nudité.

### Enfance et jeunesse
- Si certains s’interrogent sur les effets à long terme du naturisme sur la psychologie de l’enfant, d’autres n'y constatent par expérience aucun effet négatif.
  - Françoise Dolto évoque une nécessaire cohérence allant jusqu'à une pratique quasi systématique de la nudité et cela afin de ne pas troubler l'enfant[note 1].
  - Selon Yvon Dallaire, la nudité familiale est bénéfique pour l’équilibre psychologique des enfants et seule la nudité parentale dans un contexte anormal et ambigu pose un problème.
  - Les naturistes évoquent l’expérience de plusieurs millions de familles naturistes dans le monde qui perpétuent cette pratique à travers les générations, voir la tradition de la nudité familiale dans les saunas scandinaves[48], ou encore la vie des peuples nus.
- Au moment de la puberté les adolescents ont plus ou moins tendance à se couvrir.
  - Ce comportement pendant l’adolescence est considéré par les naturistes comme faisant partie de l'apprentissage du naturisme, c'est la période durant laquelle les adolescents se cherchent, et cherchent entre autres à savoir quels sont pour eux les intérêts que représente le naturisme pour leur avenir.
  - Tout ceci participe à une construction permanente de l’identité (changeante) sur laquelle les jeunes tentent d’exercer un dernier contrôle avant l’âge adulte. Cette théâtralisation permanente des corps est rigoureusement à l'opposé d’un nu naturel, qui marque une certaine acceptation de soi, une sortie hors de son image sociale et de la sphère de la séduction.

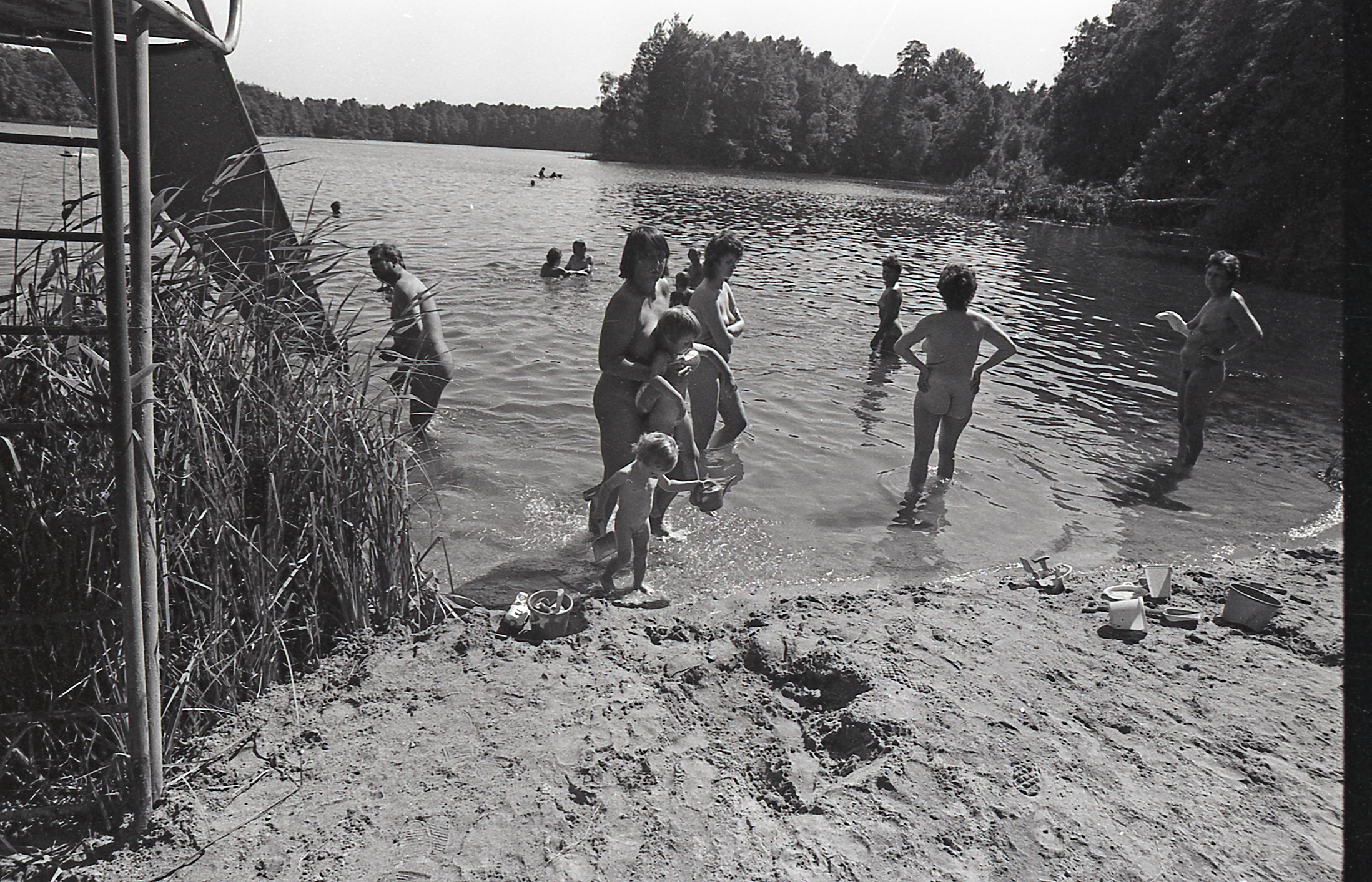
Famille naturiste sur les rives du lac Bugsin à Joachimsthal en 1983.
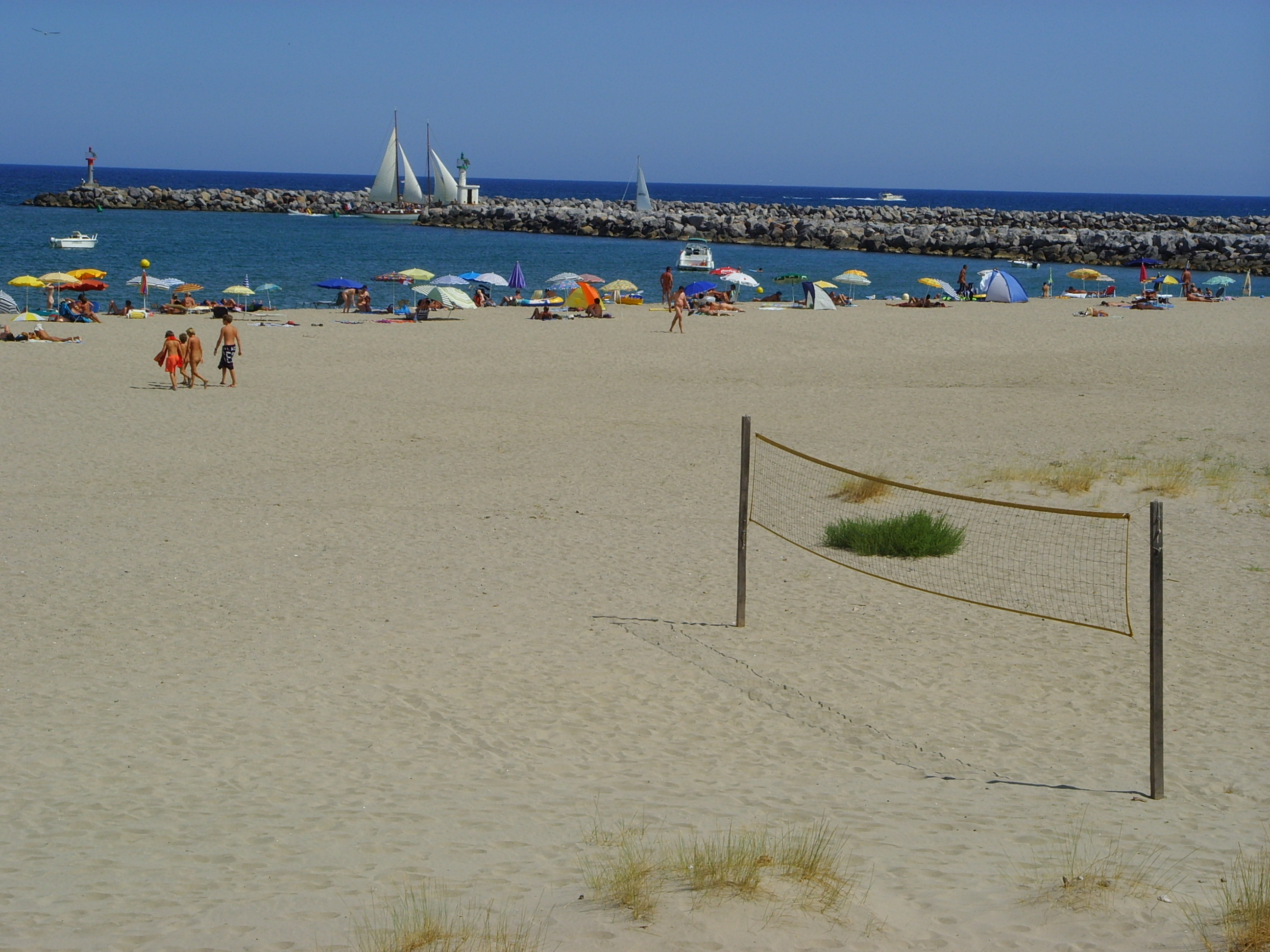
Des adolescents sur une plage naturiste à Port Leucate en 2006.

### Handicap
En 2003, Francine Barthe rappelle que dans la communauté naturiste les personnes handicapées, aux corps mutilés ou abîmés, ne ressentent aucune honte à se montrer nu et qu'elles ne sont pas regardées comme des bêtes curieuses[réf. incomplète].

### Sexualité
Dans ses principes, le naturisme n'étant pas une sexualité, de fait il ne prend pas en compte les différentes formes d'orientation sexuelle.

### Naturisme chrétien

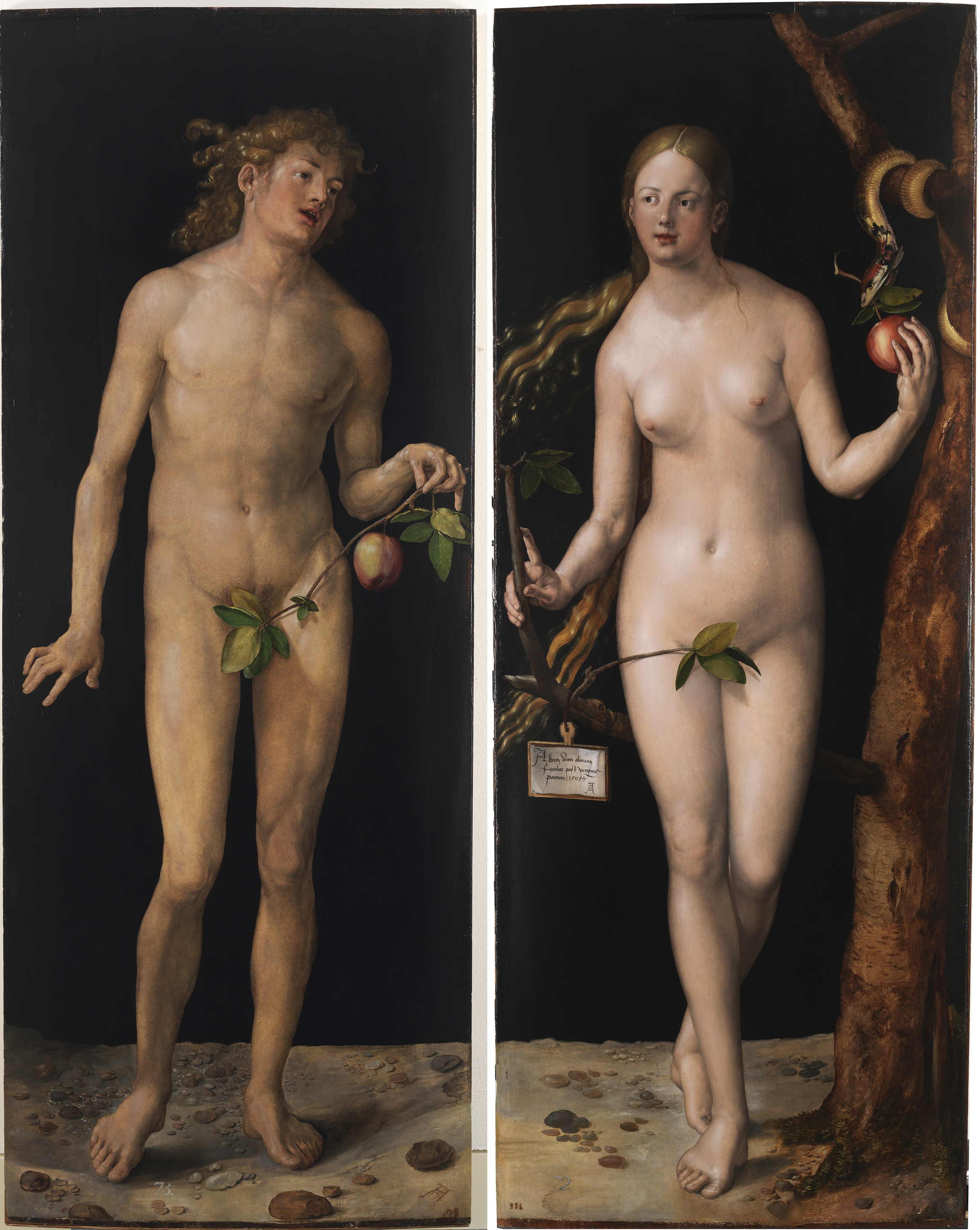
Adam et Ève, par Albrecht Dürer (1507).

Il existe une composante chrétienne dans le mouvement naturiste. Celle-ci pose le fait que le corps humain est la création la plus merveilleuse de Dieu ; l'homme ne doit pas éprouver de honte à ne pas couvrir son corps. Les naturistes chrétiens se trouvent dans presque tous les courants religieux chrétiens et ne voient pas de conflit avec les enseignements de la Bible et en vivant leurs vies et en adorant Dieu sans aucun vêtement.
Malgré tout, les naturistes chrétiens restent en désaccord avec d'autres naturistes sur des sujets comme la philosophie New Age et l’humanisme. Cela suppose un rejet de toute forme de culte de la nature réduite au divin.

« Si c'était la volonté de Dieu que nous vivions nus, nous serions nés déjà ainsi. »

— Mark Twain

#### Rapport à la nudité
La vision de la nudité simple diffère selon le rapport établi à l'impact religieux. Les références de l'Ancien Testament à la nudité sont diverses et se distinguent globalement par un rapport nettement négatif à son égard. Le texte génésique, par sa primeur et sa force, semble exercer une influence très prégnante.
Selon une lecture particulière du mythe biblique d'Adam et Ève, on peut attribuer le rejet sociétal du fait d'être nu de manière naturelle à une stigmatisation du corps sexué, qui devient en lui-même objet de honte. Cette stigmatisation possède une origine culturelle évidente, illustrée ne serait-ce qu'à travers l'interprétation, qui fut constituée à dessein, de l'épisode biblique du Jardin et de la Chute. On y voit clairement s'opérer une dialectique du pur et de l'impur, la nudité venant se charger d'une dimension négative par l'irruption du mal. Le corps sexué féminin et même la femme se sont trouvés d'autant plus stigmatisés que Ève fut constituée en tant que première responsable, figurée en tant qu'esprit faible, corruptible, inférieure à l'homme et cédant à cette puissance prétendument maléfique représentée par le serpent. L'exclusion divine achève de considérer la vision du sexe ou simplement de la nudité de manière négative, à la manière d'une faute qui semble bien devoir impliquer déshonneur, dévaluation et punition.
En revendiquant l'idéal d'innocence propre à l'état utopique qui précède la chute, un certain naturisme imprégné de cet apport chrétien, et encouragé d'abord par le mouvement hygiéniste à la fin du XIXe siècle, vise à opérer une sorte de réification d'un état de nudité bon enfant et hors jugement. Il cherche et apprend à ne pas voir le sexe malgré la nudité, et considère la vision des corps dans leur état dit au repos ni comme honteux ni comme dérangeant mais au contraire comme naturel et sain.
À l'inverse, une autre lecture, plus récente, nettoie la Chute de sa dimension fautive, en la réduisant à une simple symbolique de rupture — forcée — de l'état humain d'avec l'état divin, d'un certain état de nature d'avec un état plus culturel, ou encore au passage de l'être ignorant et inconscient à l'être connaissant et conscient, par conséquent responsable.
Par cette approche positive, la nudité du corps humain n'est plus considérée comme une honte mais comme une donnée qu'il convient simplement d'accepter. À la différence du regard naturiste précédemment décrit, le rapport à la nudité se fait moins puritain, plus libre. Ainsi la nudité n'est-elle plus seulement ce que l'on peut voir et regarder en un certain état d'innocence, mais ce qu'on peut voir et montrer en connaissance de cause, sans naïveté ni risque d'hypocrisie, en quittant l'opposition binaire et simpliste du pur et de l'impur.
En conséquence, cet apport religieux peut se voir conjugué plus harmonieusement avec un naturisme décomplexé.

## Le naturisme à travers le monde
Le naturisme est pratiqué dans divers pays à travers le monde. Une "Journée mondiale du naturisme" est célébrée chaque année le premier dimanche de juin. On observe aussi l'organisation de "La journée mondiale du jardinage nu !" (en anglais World Naked Gardening Day), le premier samedi de mai,[source insuffisante].

### Organisation internationale

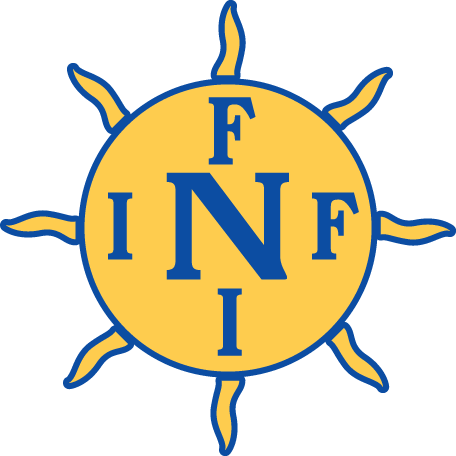

La Fédération naturiste internationale a été créée en 1953, 3 ans après la Fédération française de naturisme. 32 pays ont une représentation officielle regroupée au sein de la Fédération naturiste internationale. 

## Naturisme et tourisme

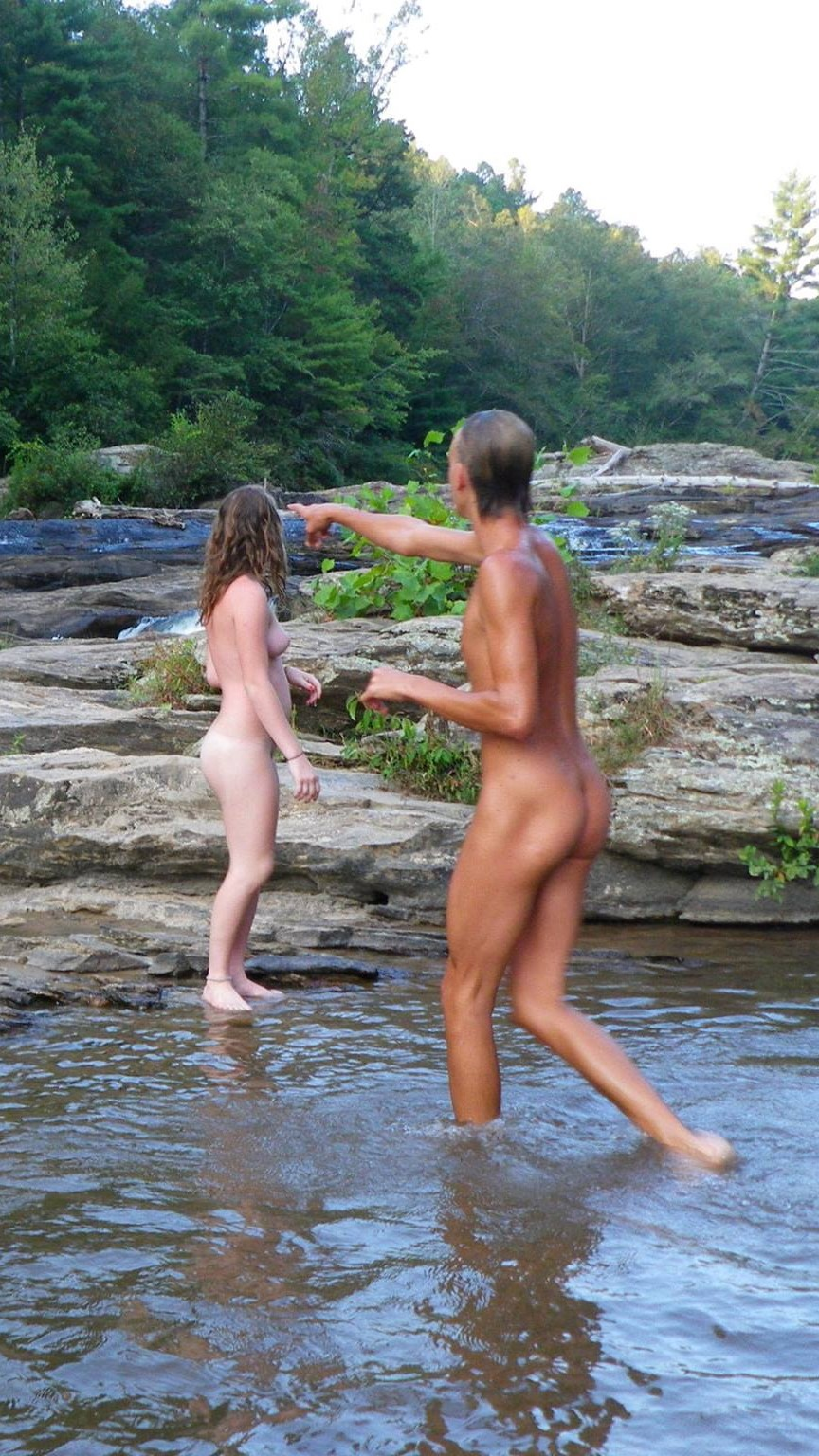
Baignade nue en 2013 en Floride, États-Unis.

Le nudisme et le naturisme sont parfois une option dans les programmes des professionnels de tourisme, comme en Sardaigne, île qui prévoit de créer une station de vacances réservés aux nudistes, avec des hôtels, mais aussi des sentiers permettant de découvrir le potentiel de la randonnée en Sardaigne, dans un pays où en 2006 la Cour suprême italienne a décidé d'alléger la loi sur la nudité, datant de la période fasciste, le naturisme étant depuis seulement sanctionnée par une amende et plus par de la prison,. Luigi Tedeschi, maire de San Vero Milis, une petite ville de la côte du centre-ouest de la Sardaigne, a souhaité développer une zone isolée et considérée comme riche en végétation, pour y attirer les naturistes sensibles à « la protection de notre nature» sur les plages comme les sentiers,. L'initiative a cependant été critiquée par Simone Atzeni, propriétaire de la société de tourisme Arbus Adventures, qui opère dans le même secteur et s'est plainte aux autorités.
En France, certains lieux de vacances accueillant des naturistes, les établissements touristiques destinés à la pratique du naturisme et campings naturistes), ont diversifié leur offre, dans le but de constituer la même gamme de services que le reste de l'offre de vacances, en privilégiant souvent « des endroits paradisiaques, proches de la nature ». C'est en particulier le cas de plusieurs des 500 associations, plages, campings ou centres d'accueil naturistes de l'hexagone, considéré comme l'une des principales destinations pour les naturistes, plus de 2 millions d'entre eux y passant des vacances chaque année.
Le tourisme naturiste se définit ainsi comme une pratique de la nudité à travers les activités (plages, sports). Si ce tourisme apparaît à partir des années 1920 en Europe du Nord, le modèle se diffuse par la suite sur la rive méditerranéenne et les autres continents.
Le géographe français Emmanuel Jaurand, spécialiste de la question, observe que la plupart des pays possédant des structures touristiques associées à la Fédération naturiste internationale (FNI) sont des pays de culture judéo-chrétienne. Les principaux pays spécialisés dans cette forme de tourisme, notamment balnéaire, sont la France, l'Espagne et la Croatie.

### Naturisme à Paris

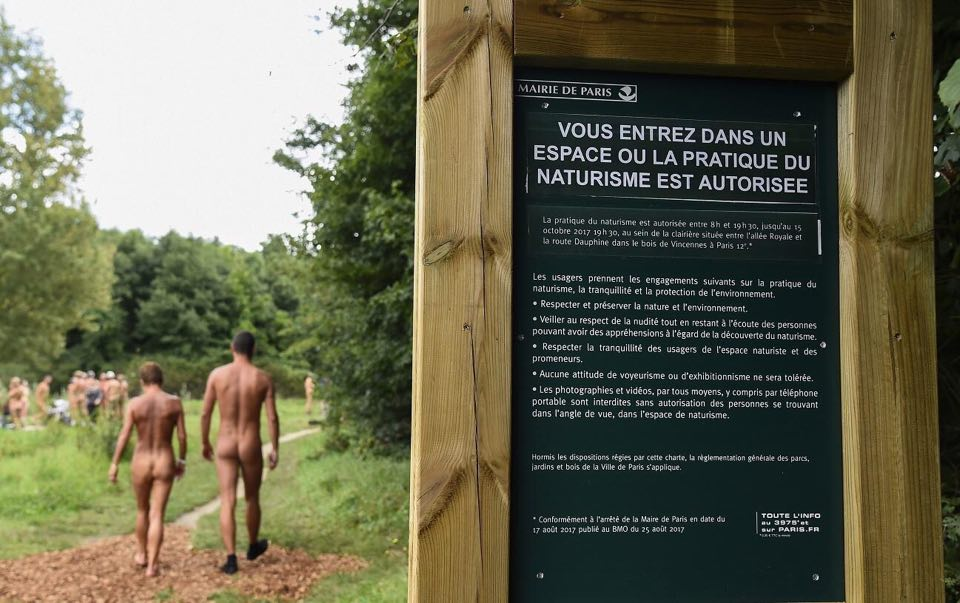
L'espace naturiste du bois de Vincennes, 2017.

L'Association des naturistes de Paris (anciennement appelée Société Gymnosophique de France jusqu'en 2000) est une association créée le 21 mai 1953 et qui défend la pratique du naturisme. Son siège social est situé au no 34 boulevard Carnot à Paris. C'est un club sportif où les activités se pratiquent dans la nudité. L'ANP est affiliée à la Fédération française de naturisme et à la Fédération française de natation. L'association est porteuse de projets pour faire avancer les mentalités à propos du naturisme. L'ANP est une référence française qui promeut la pratique du naturisme dans les médias nationaux et internationaux.
L'ANP a contribué à la réflexion et à l'étude du projet avec la mairie de Paris concernant l'ouverture d'un espace naturiste au bois de Vincennes à l'est de la capitale.
Le 31 août 2017, un espace naturiste de 7 300 m2 est inauguré en présence de la mairie du 12e arrondissement de Paris et de l'Association des naturistes de Paris (ANP). L'espace naturiste du bois de Vincennes est un endroit mixte, où tout le monde peut entrer. La nudité n'est pas obligatoire. Il n'y a aucune clôture mais seulement des panneaux d'information rappelant que la pratique du naturisme est autorisée. On peut également y voir une charte de bonne conduite ainsi qu'un arrêté municipal.
Pour le premier dimanche d'ouverture de ce lieu, l'ANP a organisé un grand pique-nique naturiste avec un cours de yoga nu et des jeux de ballons. Cet événement a attiré plus de 350 personnes selon un comptage effectué par les membres du comité d'administration de l'association. Le dimanche 24 septembre, un deuxième pique-nique a attiré 410 naturistes.
L'Association pour le développement du naturisme en France (ADNF) a pour objectif de créer de nouveaux projets pour faire la promotion du naturisme. Le 24 juin 2018, l'ADNF a organisé la première édition de la Journée parisienne du naturisme (ou JPNat),.

## Activités naturistes

### Plage naturiste
Une plage naturiste est une plage où la nudité est pratiquée. Elle dépend d'une institution (par exemple une municipalité) et peut parfois être gérée par une organisation. Cette pratique peut être tolérée voire interdite selon les législations adoptées par les pays ou les collectivités locales. 

### La randonue
Un phénomène nouveau apparait : la randonue qui consiste à se promener nu, seul ou en groupe et en dehors des lieux spécialement aménagés pour les naturistes. De la simple balade en forêt à des excursions plus sportives dans des zones montagneuses ou accidentées, il s'agit là d'associer la sensation de bien-être causée par la nudité à la découverte de coins de nature. C'est donc une forme de naturisme sauvage qui se développe hors des centres autorisés, même si ceux-ci peuvent servir de lieu d'hébergement ou de point de départ. Certains promoteurs de la randonue sont d'ailleurs peu enthousiastes à l'idée de devoir limiter leur pratique du naturisme à des lieux officiellement réservés à cette pratique. Ils préfèrent la notion de naturisme en liberté. Du point de vue légal, la possibilité d'une telle pratique reste floue. Le nouveau code pénal n'a pas conservé la notion d'outrage public à la pudeur, mais seulement celui d'exhibition sexuelle qui, d'après eux, ne devrait pas concerner la nudité simple.

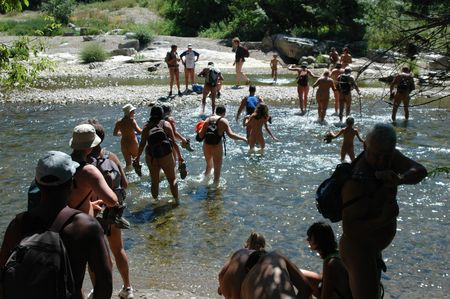
Randonue du Galinier, 39 personnes participantes dans le Gard.
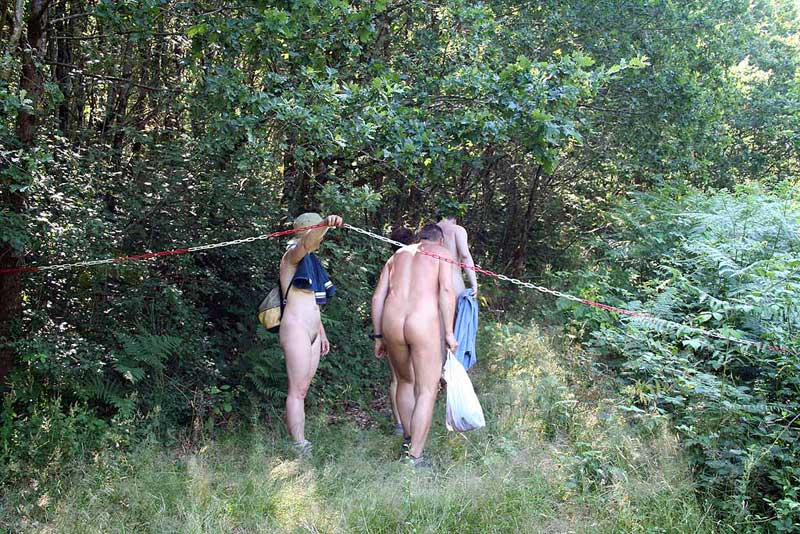
Randonnée nue.
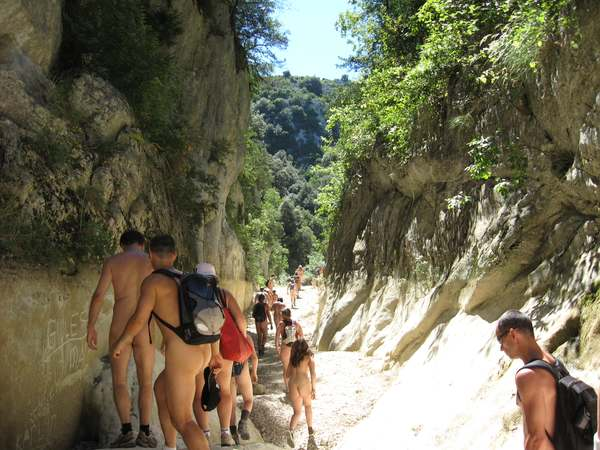
Randonue des Concluses du 3 août 2008, 33 personnes participantes dans le Gard.
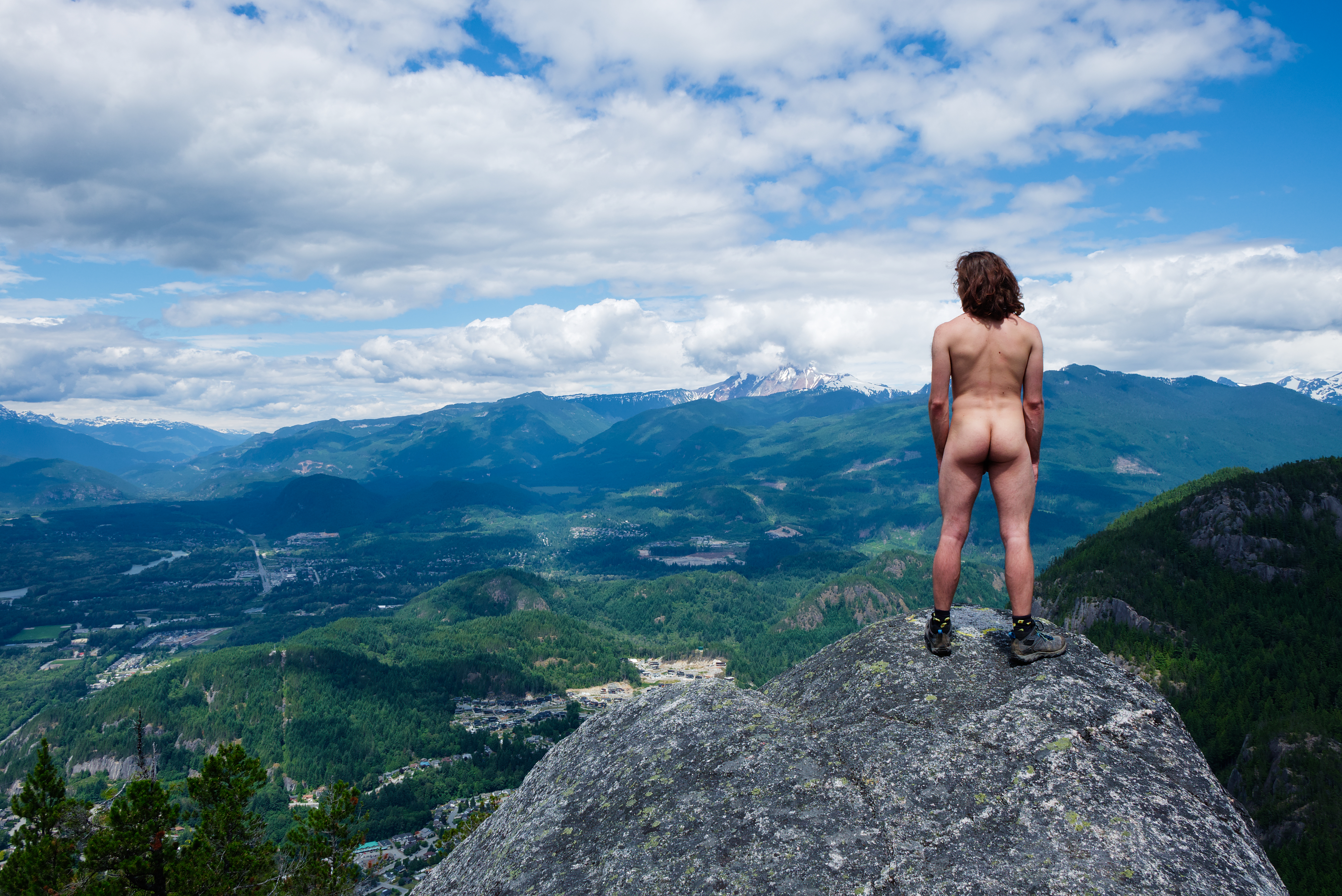
Randonneur nu en Colombie Britannique.

### Établissements publics
Certains établissements sont réservés aux naturistes, d'autres le sont occasionnellement ou partiellement, par exemple pour la baignade en piscine, les piscines situées dans les établissements naturistes sont de fait réservées aux naturistes, par contre certaines piscines municipales en accord avec des associations naturistes leur réservent des créneaux horaires, il en est de même pour les établissements de balnéothérapie, hammam, jacuzzi, onsen, sauna, thalassothérapie, thermalisme.

### Vacances naturistes
Dans les centre de vacances naturistes on trouver des campings, de l'hôtellerie de plein air, des résidences de tourisme, ou des villages de vacances. 

## Culture et naturisme

### Bande dessinée
- 1992 :
  - Les Minoukinis - Attention Plages Libres ! - Tome/Darasse
  - Les Minoukinis - Soleils Complices ! - Tome/Darasse Des aventures ayant pour cadre une plage naturiste.
- 2000-2006 : Loxie & Zoot (en) est une bande dessinée publiée sur Internet, écrite et dessinée par l'auteur australien Stephen Crowley. La vie des habitants d'un complexe naturiste.
- 2015 : Bronzage Intégrale - Tome/Darasse Compilation des 2 premiers tomes des Minoukinis, version complétée.
- 2015 : Peau neuve[75]

### Livres
- 2012 : Imperium de Christian Kracht[76], roman
- 2021 : Meurtres à nu de Sandrine Larue, roman
- 2023 : Vivre nu, de Margaux Cassan, Grasset, récit autobiographique

### Chansons
- 1970 : Nue au soleil, interprété par Brigitte Bardot
- 1973 :
  - À poil, interprété par Pierre Perret
  - Tout nu, tout bronzé interprété par Carlos
- 2024 : Nu, interprété par Philippe Katerine

### Filmographie

#### Cinéma
- 1936 : Deux chez les nudistes de Robert Vernay[note 2],[77] Deux hommes se rendent dans un camping nudiste.
- 1953 : L'Île aux femmes nues de Henri LepageUn élu dont la carrière politique a été corrompue par son adversaire à l'approche des élections est séduit par une chanteuse et suit cette dernière dans un camping naturiste.
- 1958 : La Vénus nue (The Naked Venus) d'Edgar George Ulmer[78].Une jeune et belle française, Yvonne, se cache dans un club naturiste.
- 1960 : Naked Island: The Land of 1001 Nudes de Michel d'Olivier et Gerald Tor[79] Le jardin d'Eden de nos jours et il est peuplé de centaines d'Adam et Eve.
- 1961 : Le Journal d'un nudiste (Diary of a Nudist (en)) de Doris Wishman Deux journalistes vont faire un reportage dans un camp naturiste.
- 1962 : Blaze Starr Goes Nudist (en) de Doris Wishman[80] Blaze Starr, une vedette de cinéma, se réfugie dans un camp de nudistes pour échapper aux journalistes.
- 1963 : Le Gendarme de Saint-Tropez de Jean Girault L'une des premières réussites de Ludovic Cruchot après son arrivée dans la gendarmerie de Saint-Tropez est l'arrestation d'un groupe de nudistes.
- 1964 : La Fille à l'écho de Arūnas Žebriūnas Pendant les vacances d'été, une fille de 12 ans se lie d'amitié avec un garçon qui lui paraît plus intelligent et libre que ses camarades.
- 1968 : Robby (en) de Ralph C. Bluemke[81]Robby est un petit garçon naufragé sur une île déserte, il y rencontre vendredi qui vit nu, Robby réalise alors que les vétements sont inutiles.
- 1980 :
  - Le Lagon bleu (The Blue Lagoon) de Randal KleiserAprès un naufrage, deux jeunes enfants Emeline et son cousin Richard, se retrouvent seuls et isolés sur une île déserte ou les vêtements s'avèrent inutiles. 
  - Mieux vaut être riche et bien portant que fauché et mal foutu de Max Pecas À la suite de la mort de leur père, Christian et son demi-frère, Rudy, pour pouvoir toucher leur héritage, doivent retrouver Carole, leur sœur, dont ils découvrent qu'elle vit dans un village naturiste.
- 1982 : Mon curé chez les nudistes de Robert Thomas Un curé de campagne (interprété par Paul Préboist) se retrouve à prêcher la bonne parole dans le centre de vacances naturiste le Veau d'or.
- 1984 : Educating Julie (Gail Hardman)[82]
- 1986 : La beauté du péché (en) (Lepota poroka) de Živko Nikolić (en) Mira est une femme innocente réprimée culturellement. Elle trouve un emploi sur l'île naturiste Ada Bojana sur la côte Dalmate ou elle découvre le naturisme et prend conscience de sa féminité.
- 1987 : Point de fuite court métrage de Olivier Smolders Une professeure de mathématiques arrive en classe et y trouve ses élèves complètement nus et silencieux.
- 1988 : Une nuit à l'Assemblée nationale de Jean-Pierre Mocky Walter Arbeit, un écologiste pratiquant le naturisme, accompagne son député-maire à Paris où il doit être décoré de la Légion d'honneur.
- 2001 : Nue comme un verre, court métrage de Corto Fajal[83] Une jeune femme se retrouve nue, pour une raison magique inconnue, quand un verre est renversé.
- 2002 :
  - Golasy de Witold Swietnicki[84] Dans un bureau, les employés ainsi que les clients sont nus.
  - Naturellement, court métrage de Christophe Le Masne[85] Un couple est invité à passer quelques jours chez des amis dans le sud de la France.
- 2004 : Les Textiles de Franck Landron Une famille part en vacances dans une maison louée et, arrivés sur les lieux, découvrent qu'ils se trouvent dans un complexe naturiste.
- 2006 :
  -  Camping de Fabien Onteniente Chaque année, les vacanciers du camping des Flots-Bleus organisent une rencontre de volley-ball avec les vacanciers du camping naturiste voisin.
  - Naakt, court métrage de Diederik Ebbinge et Albert Jan van Rees[86] Erik, un garçon de huit ans, va pour la première fois de sa vie au sauna naturiste avec sa mère.
- 2008 :
  - Home de Ursula Meier Une famille naturistes à la maison.
  - La Fonte des neiges, court-métrage de Jean-Julien Chervier Un jeune adolescent mal dans sa peau ne supporte pas le camping naturiste où l'a entraîné sa mère pour les vacances, mais son avis change avec la rencontre d'une jeune fille délurée.
- 2011 :
  - Act Naturally de J.P. Riley[87] Deux demi-sœurs héritent de la colonie nudiste de leur père.
  - American Nudist de Clinton H. Wallace[88]Une jeune femme invite un cinéaste à la suivre à travers le monde moderne du nudisme.
- 2016 : Suntan (en) de Argyris Papadimitropoulos[89] Sur une île grecque pour hédonistes, un médecin d'âge moyen devient obsédé par une jeune touriste.

#### Télévision
- 2012 : À dix minutes des naturistes, téléfilm de Stéphane ClavierUne famille part en vacances à l'île du Couchant, sans savoir que c'est un lieu 100 % naturiste.
- 2014 : Fais pas ci, fais pas ça, saison 7, épisode 2 Naturisme et découverte Des personnages de la série sont en vacances et découvrent qu’ils sont dans un club familial naturiste.
- 2018 : Nu, série en 10 épisodes d'Olivier Fox Alors qu'une loi impose à tous de vivre nu, un policier tout juste sorti du coma doit enquêter sur un meurtre d'une personne habillée tout en s'adaptant à la situation.

#### Documentaires
- 1998 : À la recherche du paradis perdu ou Vivre nu, documentaire de Robert Salis (parrainé par la FFN, les secrétariat d’État au Tourisme et ministère de l'Environnement).Film documentaire de référence pour le naturisme, des naturistes français et allemands parlent de cette liberté naturelle de vivre nu, du corps libre, rendu à l'innocence.
- 1999 : Goloe obshchestvo (Société nue), documentaire de Sergey Zizjulkov[90]Film documentaire sur le naturisme et comment la société le gère
- 2004 : Naked in the 21st Century, documentaire de Tony T.L. Young[91]L'histoire du naturisme et des films naturistes
- 2009 : Line of Beauty and Grace: A Documentary About Jock Sturges (La beauté révélé : le photographe Jock Sturges), documentaire de Christian Klinger et Daniela Krien[92]Documentaire sur le photographe Jock Sturges, connu pour ses nus pris dans des environnements naturistes.
- 2011: Naked in America de Josi W. Konski[93]Quatre couples américains perdent leurs vêtements et leurs inhibitions pendant une semaine dans un complexe nudiste.
- 2021 : Loin des yeux, documentaire de Nicolas Poirier et Gautier Rolland[94]
- 2023 : Une histoire de la nudité, mini-série documentaire Kristina Klasen et Katja Petrovic, 2 x 44 minutes, diffusé sur Arte les 4 et 5 novembre 2023[95].

- 2023 : Smoke Sauna Sisterhood, documentaire sur le sauna de fumée estonien d'Anna Hints.

### Magazines naturistes
- La Vie au soleil, magazine trimestriel français créé en 1949
- Naturisme magazine, périodique (5 numéros par an), créé en 2009[96]
- H&E naturist (en) magazine mensuel anglais

### Personnalités liées au naturisme
- Richard Ungewitter (1869-1958), précurseur du mouvement
- André Durville (1896-1979), médecin
- Albert Lecocq (1905-1969) cofondateur de la Fédération française de naturisme (FFN)
- Marc-Alain Descamps (1930-2018), philosophe et psychologue
- Jock Sturges (1947-), photographe